# Bradikinin
Bradikinín je nonapeptidni vnetni posrednik. Preko bradikininskih receptorjev povzroča vazodilatacijo in povečano prepustnost žilja, povzroča pa tudi bolečino ter krči gladko mišičje bronhusov in črevesa.
Zdravila iz skupine zaviralcev angiotenzin pretvarjajočega encima, ki se uporabljajo za zdravljenje povišanega krvnega tlaka in srčnega popuščanja, zavirajo razgradnjo bradikinina, zvišujejo njegove ravni v krvi in tako povečujejo učinek znižanja tlaka. 

## Zgradba
Bradikinin je nonapeptid, torej sestoji iz peptidne verige z devetimi aminokislinami. Njihovo zaporednje je: Arg-Pro-Pro-Gly-Phe-Ser-Pro-Phe-Arg (RPPGFSPFR). Empirična formula bradikinina je C50H73N15O11.